# هومووانیلیک اسید
هومووانیلیک اسید (به انگلیسی: Homovanillic acid) با فرمول شیمیایی C۹H۱۰O۴ یک ترکیب شیمیایی با شناسه پاب‌کم ۱۷۳۸ است. که جرم مولی آن ۱۸۲٫۱۷۳ g/mol می‌باشد. 